# 보르노주

보르노주의 위치

보르노주(영어: Borno State)는 나이지리아의 북동부에 있는 주로, 주도는 마이두구리이다. 면적은 70,898km2이며, 인구는 4,588,668명(2005년)이다. 1976년 2월 3일 옛 북동부주에서 분리되어 신설되었다. 현재의 요베주는 1991년까지 이 주에 속해 있었다. 북서쪽으로는 니제르, 북동쪽으로는 차드, 동쪽으로는 카메룬과 국경을 접하며 남쪽으로는 아다마와주, 서쪽으로는 요베주, 곰베주와 접한다.